# 米霍·莫苏利什维利
米霍·莫苏利什维利（Mikho Mosulishvili，1962年12月10日—），格鲁吉亚作家和劇作家。

## 生活
米霍·莫苏利什维利於1986年畢業於第比利斯國立大學。此後，他曾作為地質學家和在各種報刊的記者，發表了幾篇格魯吉亞的故事、小說和劇本，並翻譯鮑里斯·阿庫寧的三部小說。他的劇作在格魯吉亞在劇院進行，在電視和電台。他的一些作品已被翻譯成拉脫維亞語、英語、德語、亞美尼亞語和俄語。他的主要作品有“飛行沒有近水樓台先得月”的傳記小說《瓦扎·普沙韦拉》。
米霍·莫苏利什维利已婚，育有一個女兒。

## 作品

### 羅馬書
- 《騎士在任何時間》[1]最暢銷的版本 1999年版。
- 《未經鼓飛行》2001年版 ISBN 99928-914-2-4
- 《本對的》2003年版 ISBN 99928-39-69-4
- 《成紅色的花朵無底洞前瞻性和》（附註 瓦扎·普沙韦拉）[2]，2011年版 ISBN 978-9941-9179-6-7
- 《他不好意思》[3]，2012年版 ISBN 978-9941-9261-1-2
- 大熊座（山上的一個序幕和尾聲的歷史）[4]，2012年版 ISBN 978-9941-451-14-0

### 新聞
- 《在月亮的一天圖標》[5]1990年版。
- 《垂直空間》[6]1997年版。
- 《天鵝虎耳草科》2004年版 ISBN 99940-29-30-4
- 《畢畢加索和小老闆，右》 2010年版 ISBN 978-99940-60-87-0

### 播放
- Laudakia Caucasia[7], 2013
- 我的 歐亞鴝, 2012
- 瓦扎·普沙韦拉，或未知的觀察, 2012
- 聖誕鵝木瓜, 2010
- 與死者跳舞, 2005
- 白軍, 1997
- 命運的邊界, 1995
- 蜘蛛, 1990

### 劇本
- 《記住我，大衛…（大衛四世）》，（2010年），該紀錄片的導演劇本喬治·奥瓦什维利[8]。

### 翻譯本
- 鮑里斯·行動萬年 《阿撒茲勒》（Aзазель）2004年版 ISBN 99940-745-8-X
- 鮑里斯·行動萬年 《卷土耳其開局》（Турецкий гамбит）2006年版 ISBN 99940-42-07-6
- 鮑里斯·行動萬年 《號利維坦謀殺》（Левиафан）2006年版 ISBN 978-9941-413-98-8
- 苏埃托尼乌斯 《罗马十二帝王传》2011年版 ISBN 978-9941-9206-1-5
- 维克托·佩列温 《對於三糖布林愛》 (Любовь к трём цукербринам) 2017年版 ISBN 978-9941-24-628-9

## 榮譽和獎勵
- 1998年 - 在『榮譽』騎士勳章[9]（『榮譽』獎牌被授予誰積極參與了格魯吉亞的復興和投身於崇高的事蹟格魯吉亞公民）
- 2005年 - 第二價格的莫斯科國際文學競賽『自然手』[10]（文學作品對音樂）新聞『爵士和搖滾』的短篇小說《粗野的》[11]（俄語翻譯的瑪雅畢茹區卵子）
- 2006年 - 對文學的競爭價格（雅典）

## 外部連結
- 米霍·莫苏利什维利在互联网电影资料库（IMDb）上的資料（英文）
- MOSULISHVILI MIKHO （页面存档备份，存于）
- Archanda （页面存档备份，存于）
- Mikho Mosulishvili on LinkedIn
- Mixo Mosulišvili